# Analavory (Manakara)
Pour les articles homonymes, voir Analavory.
Analavory est une commune rurale malgache située dans la région de Fitovinany.

## Géographie
Analavory se situe à 60 km de Manakara sur la RN 12.